# District de Zvolen
Le district de Zvolen est un des 79 districts de Slovaquie. il est situé dans la région de Banská Bystrica.

## Démographie

### Évolution de la population
| Année:               | 1994.  | 2004.   | 2014.   | 2024.   |
| -------------------- | ------ | ------- | ------- | ------- |
| Nombre de personnes: | 67 753 | 67 678  | 69 009  | 65 370  |
| Différence:          |        | -0,11 % | +1,96 % | -5,27 % |

| Année:               | 2023.  | 2024.   |
| -------------------- | ------ | ------- |
| Nombre de personnes: | 65 578 | 65 370  |
| Différence:          |        | -0,31 % |

## Liste des communes

### Ville
- Zvolen
- Sliač

### Villages
Babiná, Bacúrov, Breziny, Budča, Bzovská Lehôtka, Dobrá Niva, Dubové, Hronská Breznica, Kováčová, Lešť, Lieskovec, Lukavica, Michalová, Očová, Ostrá Lúka, Pliešovce, Podzámčok, Sása, Sielnica, Tŕnie, Turová, Veľká Lúka, Zvolenská Slatina, Železná Breznica